# Lyon Footzik Futsal
Maillots
Le Lyon Footzik Futsal est un club français de futsal fondé en 2001 et basé à Lyon.

## Histoire

### Fondation et débuts locaux (2001-2007)
Le 17 janvier 2001, Rafaël Saadi fonde le Lyon Footzik Futsal avant d'en devenir le trésorier.

### Parmi les meilleurs clubs français (2007-2014)
En 2007, le Lyon Footzik Futsal fait partie des équipes retenues pour participer au premier Challenge national, aux côtés de trois équipes de la Ligue Rhône-Alpes : l'AS Charréard, l'Étoile moulin à vent et le FO Rivois. Footzik termine second la poule A et est reconnu vice-champion de France.
Pour l'édition 2008-2009 élargie du Challenge, le LFF termine premier ex æquo avec Cannes Bocca de la poule D.
En 2009, le nom du club est modifié et devient « Lyon Futsal Club » est adopté. L'équipe première termine quatrième de la poule B du Championnat de France.
En 2010 un rapprochement avec le club de Lyon Étoile Moulin à Vent est effectué. Toutefois, Lyon Futsal conserve son identité et son palmarès.
Pour la saison 2010-2011, le Lyon FC finit cinquième de son groupe en championnat. Le LFC est radié à l'été 2011.
Pour le championnat de France 2011-2012, le club reprend son nom de « Footzik » et termine troisième de la poule B. En demi-finale de la Coupe de France, Footzik s'incline à domicile contre le club de Paris Métropole Futsal.
Lors de l'exercice 2012-2013, l'équipe finit cinquième du groupe B, à deux points du premier des six relégués, le voisin FC Picasso Échirolles, en vue de la création de la Division 2. Avec 200 licenciés et 12 équipes (dont 2 féminines et 6 équipes jeunes) en 2013, le Lyon Footzik Futsal est également le plus important club de futsal de la région Rhône-Alpes. En Coupe de France, les joueurs de Paulo Barroso s'inclinent lourdement en demi-finale contre le Sporting Paris (10-1).
Fin 2013, le club est en difficulté, faute d'infrastructures et de moyens financiers. Alexandre Lacazette, dont le frère Benoît joue au club, est alors le parrain et principal mécène. Les dirigeants annoncent alors que la survie du club « passe par la fusion avec un club de football de haut niveau ou par la constitution d'une SAOS avec l’entrée de partenaires au capital »,. En Division 1 2013-2014, l'équipe termine avant-dernière de la poule unique à treize clubs et est relégué en Division 2.

### Relégation et arrêt (2014-2017)
La saison 2014-2015, Lyon Footzik termine à la quatrième place de la poule B.
Pour la saison 2015-2016, Lyon Footzik doit se contenter d’une deuxième place en Division 2, à sept points du Montpellier Méditerranée Futsal, qui prive le club d’une montée en D1.
En D2 2016-2017, le Footzik échoue à la troisième place de la poule B.
Durant l'été 2017, le club arrête son activité. Rafael Saadi déclare en juin 2017 : « Le vide politique et l’ignorance de notre ville, la pression financière, les exigences du haut niveau, des instances sportives qui compliquent la situation, des compétitions faussées par des problèmes juridiques, sans aucun retour financier, dans un pays qui renie son métissage... Tout ça sont des raisons qui ont conduit à notre désengagement politique et sportif par la dissolution du club ». Le club est radié de la Fédération française de football le 5 juillet 2017.

## Structure du club

### Identité
Le Lyon Footzik Futsal est une association loi de 1901 affiliée à la Fédération française de football, qui régit le futsal en France, sous le numéro 551138. Le club réfère à ses antennes délocalisées : la Ligue régionale Rhône-Alpes et le District départemental du Rhône.

### Aspect économique
Pour la saison 2013-2014, le club possède un budget de 100 000 euros et perçoit 5 000 euros (3 000 euros l’année précédente) de subventions de la Ville de Lyon. Cela est loin des autres équipes de futsal de D1 : Paris perçoit 180 000 euros et Cannes 100 000 euros des collectivités locales

### Infrastructures
Le Lyon Footzik Futsal évolue dans le gymnase Louis-Chanfray de Lyon et la salle Lino Ventura de Chaponnay.
En 2012, le fondateur du club Rafael Saadi ouvre une structure privée afin de permettre à l'équipe, en mal de créneau en gymnases, de s'entraîner. Cette salle privative nommée Futsal Concept est créée pour répondre au manque de créneaux disponibles pour les entraînements. Celle-ci coûte près de 100 000 € par an au club.

### Rivalités locales
La Ligue Rhône-Alpes de football comprend plusieurs bonnes structures de futsal. L'AS Charréard-Vénissieux et l'Étoile moulin à vent sont les concurrents locaux les plus sérieux. Les rencontres avec ces clubs sont souvent disputées et donnent lieu à certaines animosités.

## Palmarès

### Titres et trophées
| Titres nationaux                                                                | Titres locaux |
| ------------------------------------------------------------------------------- | --- |
| Championnat de France - Vice-champion : 2008 Coupe de France - Finaliste : 2009 | Championnat de Ligue Rhône-Alpes (3) - Champion : 2007, 2008, 2009 Coupe de Ligue Rhône-Alpes (3) - Vainqueur : 2007, 2010, 2011 Championnat du Rhône (2) - Champion : 2006, 2009 Coupe du Rhône (1) - Vainqueur : 2007 |

### Bilan par saison
| Saison    | Championnat                    | Championnat | Championnat | Championnat | Championnat | Championnat | Championnat | Championnat | Championnat | Championnat | Coupe de France | Entraîneur    |
| Saison    | Division                       | Class.      | Pts         | M           | V           | N           | D           | Bp          | Bc          | Diff.       | Coupe de France | Entraîneur    |
| --------- | ------------------------------ | ----------- | ----------- | ----------- | ----------- | ----------- | ----------- | ----------- | ----------- | ----------- | --------------- | ------------- |
| 2001-2002 |                                |             |             |             |             |             |             |             |             |             |                 |               |
| 2002-2003 |                                |             |             |             |             |             |             |             |             |             |                 |               |
| 2003-2004 |                                |             |             |             |             |             |             |             |             |             |                 |               |
| 2004-2005 |                                |             |             |             |             |             |             |             |             |             |                 |               |
| 2005-2006 |                                |             |             |             |             |             |             |             |             |             |                 |               |
| 2006-2007 |                                |             |             |             |             |             |             |             |             |             |                 |               |
| 2007-2008 | Challenge national - grp. A    | 2e/9        | 29 pts      | 8           | 7           | 0           | 1           | 50          | 28          | +22         |                 |               |
| 2008-2009 | Challenge national - grp. D    | 2e/7        | 21 pts      | 6           | 5           | 0           | 1           | 52          | 21          | +31         | Finaliste       |               |
| 2009-2010 | Championnat de France - grp. B | 4e/12       | 55 pts      | 22          | 10          | 3           | 9           | 150         | 128         | +22         |                 |               |
| 2010-2011 | Championnat de France - grp. B | 5e/12       | 61 pts      | 22          | 13          | 1           | 8           | 124         | 97          | +27         | Demi-finale     |               |
| 2011-2012 | Championnat de France - grp. B | 3e/14       | 74 pts      | 26          | 16          | 0           | 10          | 175         | 113         | +62         | Demi-finale     |               |
| 2012-2013 | Championnat de France - grp. B | 5e/12       | 59 pts      | 22          | 11          | 4           | 7           | 105         | 70          | +35         | Demi-finale     | Paulo Barroso |
| 2013-2014 | Division 1                     | 12e/13      | 45 pts      | 24          | 5           | 6           | 13          | 99          | 130         | -31         | 16e de finale   | Rafael Saadi  |
| 2014-2015 | Division 2 - grp. B            | 4e/10       | 46 pts      | 18          | 9           | 1           | 8           | 117         | 100         | +17         | Demi-finale     |               |
| 2015-2016 | Division 2 - grp. B            | 2e/10       | 54 pts      | 18          | 10          | 6           | 2           | 86          | 58          | +28         | 16e de finale   |               |
| 2016-2017 | Division 2 - grp. B            | 3e/10       | 30 pts      | 18          | 9           | 3           | 6           | 84          | 85          | -1          | 16e de finale   |               |

## Personnalités

### Dirigeants
En mars 2014, Patrice Davignon, figure emblématique du club depuis 2009, démissionne de son poste de président pour raison personnelle après cinq années au poste.
Membre fondateur du club, Rafael Saadi naît en 1977 est évolue notamment à l'ASVEL, l'AS Saint-Priest et le Venissieux Futsal avant de créer Footzik en 2001. Il tient ensuite les rôles de trésorier et manager général ou entraîneur du club.
- Présidents :
  - 2001-2009 : n.c
  - 2009-2014 : Patrice Davignon
  - 2014-2017 : Arnaud d'Anchise[9]

### Entraîneurs
L'entraîneur portugais Paulo Barroso quitte le club au terme de la saison 2012-2013.
Au terme de la saison 2014-2015, Rafael Saadi décide de prendre du recul. À l'inter-saison 2015-2016, Saadi reprend l'équipe en main à la place de Benoît Lacazette, frère d'Alexandre.
- Entraîneur : 
  - avant 2013 :  Paulo Barroso
  - 2013-2015 :  Rafael Saadi
  - 2015 :  Benoît Lacazette
  - 2016-201? :  Rafael Saadi

### Joueurs notables
Jérémy Picard arrive à Footzik en 2010. Il reste fidèle au club outre la saison 2013-2014 passée au Picasso Échirolles. En 2015, le président et l'entraîneur le nomme capitaine. Picard est élu meilleur joueur de Division 2 sur la saison 2015-2016.
Nassim Boudebibah est formé au club. Il le quitte en 2014 à la suite de la relégation en D2 et rejoint le Kremlin-Bicêtre United où il devient international français.
Pour la saison 2012-2013, le capitaine et recordman de sélections de l'équipe de France de futsal, Stéphane Basson, rejoint le club.
Alban Valat commence le futsal à 26 ans chez le voisin Lyon Moulin à Vent. Le gardien de but intègre Footzik en 2013 en première division et reste ensuite fidèle au club jusqu'à ses derniers moments en D2.

## Autres équipes
Le Lyon Footzik Futsal possède une section féminine qui remporte les Coupes du Rhône et de Rhône-Alpes en 2012-2013.
Le club comprend des équipes jeunes. Les U17 remportent la Coupe du Rhône en 2012 et 2013. Les U15 la gagnent en 2013.